# Diecezja Jixian
Diecezja Jixian (łac. Dioecesis Ueihoeivensis, chiń. 天主教卫辉教区) – rzymskokatolicka diecezja ze stolicą de iure w Weihui (dawniej Jixian), w prefekturze miejskiej Xinxiang, w prowincji Henan, w Chińskiej Republice Ludowej. Obecnie jednak faktyczną stolicą jest Anyang. Biskupstwo jest sufraganią archidiecezji Kaifeng.

## Historia
28 sierpnia 1882 papież Leon XIII erygował wikariat apostolski Północnego Henanu. Dotychczas wierni z tych terenów należeli do wikariatu apostolskiego Henanu (obecnie diecezja Nanyang). 21 września 1916 wydzielono z niego wikariat apostolski Wschodniego Henanu (obecnie archidiecezja Kaifeng). 2 sierpnia 1929 omawiana jednostka zmieniła nazwę na wikariat apostolski Jixian. 7 lipca 1936 wydzielono jeszcze prefekturę apostolską Xinxiang.
W wyniku reorganizacji chińskich struktur kościelnych dokonanych przez Piusa XII 11 kwietnia 1946 wikariat apostolski Jixian został podniesiony do rangi diecezji.
Z 1950 pochodzą ostatnie pełne, oficjalne kościelne statystyki. Diecezja Jixian liczyła wtedy:
- 46 000 wiernych (1,8% społeczeństwa)
- 29 kapłanów (17 diecezjalnych i 12 zakonnych)
- 48 sióstr zakonnych.

Od zwycięstwa komunistów w chińskiej wojnie domowej w 1949 diecezja, podobnie jak cały prześladowany Kościół katolicki w Chinach, nie może normalnie działać. Już w 1948 komuniści aresztowali niektórych kapłanów, zajęli rezydencję biskupią i znacjonalizowali katolickie szkoły. Zabroniono działalności zagranicznym misjonarzom, których systematycznie wydalano z kraju. Jednak chińscy księża mogli wykonywać swoją pracę. Biskup Mario Civelli PIME wraz z innymi duchownymi został aresztowany 2 grudnia 1950. Oskarżono ich o ukrywanie szpiegów, posiadanie nadajnika radiowego, utrzymywanie kontaktu z internuncjuszem apostolskim w Chinach abp Antonio Riberim (który wtedy był legalnie działającym w Chinach dyplomatą) i do pobudzania do buntu. Po kilku przesłuchaniach biskup został zwolniony, jednak nie mógł wrócić do pracy, ani nawet zamieszkać w budynku kościelnym. W listopadzie 1952 w diecezji zostało tylko dwóch misjonarzy - bp Civelli i o. Ferruccio Tettamanzi. Zostali oni zmuszeni do opuszczenia komunistycznych Chin w październiku 1953.
Nie mogąc wykonywać obowiązków biskupich bp Mario Civelli mianował administratora w osobie ks. Guo Haoxina oraz ustalił, że w przypadku śmierci lub innej przeszkody w sprawowaniu funkcji administratora jego miejsce mają zająć ks. Cui Zhenduo, a następnie ks. Thomas Zhang Huaixin.
W 1951 ks. Guo Haoxin przeniósł siedzibę diecezji do Anyang, którą miasto to pozostaje do dziś. Liczba kapłanów spadła wtedy do ok. 15. Już w pierwszej połowie lat 50. Kościół musiał zejść do podziemia. W 1953 władze próbowały stworzyć opozycję wobec księży wśród wiernych świeckich, jednak wysiłki te nie przyniosły rezultatu.
Wkrótce po wygnaniu zagranicznych misjonarzy został aresztowany ks. Guo Haoxin, który zmarł w więzieniu w 1960.
W 1958 w diecezji powołano lokalny oddział Patriotycznego Stowarzyszenia Katolików Chińskich. Dołączył do niego zarządzający diecezją ks. Cui Zhenduo. Kapłani, którzy nie poszli na współpracę z władzami trafili do obozów pracy. Wśród nich był ks. Thomas Zhang Huaixin.
W 1966, na progu rewolucji kulturalnej diecezja Jixian liczyła 3 kapłanów, 3 seminarzystów i 15 sióstr zakonnych należących do PSKCh oraz 13 kapłanów nie należących do tej organizacji. W czasie rewolucji kulturalnej aresztowano nawet tych księży, którzy współpracowali z komunistami. Pięciu kapłanów diecezji Jixian zmarło w więzieniu lub z powodu brutalnego traktowania. Inni zmarli z przyczyn naturalnych.
W 1978, gdy polityka państwa została zliberalizowana, czterech żyjący kapłanów Thomas Zhang Huaixin, Cui Zhenduo, Zhao Quanyou, Shi Hualin oraz nieznana liczba sióstr zakonnych mogła powrócić do posługi duchowej. Wiernych świeckich pozostało w diecezji nieco ponad 2000. Oficjalnie teren ten był pod opieką należącego do PSKCh ekskomunikowanego antybiskupa Kaifengu Stephena He Chunminga. W okręgu, w skład którego oprócz diecezji Jixian wchodziła prefektura apostolska Xinxiang, pracował dwóch księży Wang Fengtai oraz Thomas Zhang Huaixin. W Kościele podziemnym biskupem został Thomas Zhang Huaixin, który w 1981 przyjął potajemnie sakrę biskupią za zgodą papieża. W Tianjiajing wznowiło działalność sanktuarium NMP z Góry Karmel, do którego, mimo przeszkód czynionych przez władze, pielgrzymowali wierni.
W 1989 diecezja liczyła 9 księży (w tym dwóch poza diecezją). W 1994 władze zwróciły rezydencję biskupią. W tym roku było w diecezji 14 000 katolików i 8 kościołów nie licząc kaplic w domach prywatnych. Kapłani dojeżdżali do 80 miejsc. Kwitły powołania zakonne w zakonach żeńskich. Roczna średnia chrztów wynosiła ok. 1000. W 1996 w Anyang otwarto nową katedrę. Otwierano również różne instytucje charytatywne.
22 października 2004 bp Thomas Zhang Huaixin został uznany przez rząd w Pekinie. Nie wstąpił jednak do Patriotycznego Stowarzyszenia Katolików Chińskich. Od tej pory mógł on jawnie wykonywać posługę biskupa, w tym m.in. wyświęcać nowych księży, których dotychczas wyświęcali biskupi z innych diecezji.
W 2015 bp Zhang Huaixin wyświęcił na biskupa swojego koadiutora Josepha Zhanga Yinlina. Była to pierwsza sakra biskupia udzielona za zgodą zarówno Stolicy Apostolskiej jak i rządu w Pekinie w czasie pontyfikatu Franciszka (ostatnia miała miejsce w 2012).
Bp Zhang Huaixin zmarł w 2016. W chwili jego śmierci diecezja liczyła 31 księży, 120 zakonnic i 50 000 wiernych.

## Ordynariusze

### Wikariusze apostolscy
- Stefano Scarella MEM[a] (1882 – 1902)
- Giovanni Menicatti MEM[a] (1903 – 1920)
- Martino Chiolino PIME[a] (1921 - 1929)
- sede vacante (1929 - 1946)
  - Martino Chiolino PIME (1929 - 1946) administrator apostolski

### Biskupi
- Mario Civelli PIME[a] (1946 - 1966) de facto wydalony z komunistycznych Chin w 1953, nie miał po tym czasie realnej władzy w diecezji
  - ks. Guo Haoxin (1951 - 1960?) administrator
  - ks. Cui Zhenduo (1960? - ?) administrator
- sede vacante (1966 - 1981)
- Thomas Zhang Huaixin (1981 - 2016)
- Joseph Zhang Yinlin (2016 - nadal)